# تازة كند حاج حسن
تازة كند حاج‌ حسن هي قرية في مقاطعة مياندوآب، إيران. يقدر عدد سكانها بـ 99 نسمة بحسب إحصاء 2016.